# Zambo, il dominatore della foresta
Zambo, il dominatore della foresta è un film del 1972 diretto da Bitto Albertini.